# Zinn(II)-sulfid
Zinn(II)-sulfid ist eine chemische Verbindung aus den Elementen Zinn und Schwefel mit der Formel SnS.

## Vorkommen
In der Natur kommt Zinn(II)-sulfid in Form des Minerals Herzenbergit vor.

## Gewinnung und Darstellung
Zinn(II)-sulfid kann durch Reaktion von Zinn mit Schwefel oder durch Reaktion von Zinn(II)-chlorid mit Schwefelwasserstoff gewonnen werden.
{\displaystyle \mathrm {Sn+\ S\longrightarrow \ SnS} }
{\displaystyle \mathrm {SnCl_{2}+H_{2}S\longrightarrow \ SnS+2\ HCl} }

## Eigenschaften
Zinn(II)-sulfid ist ein dunkelgrauer Feststoff, der unlöslich in Wasser, jedoch löslich in konzentrierter Salzsäure ist.

## Verwendung
Schwerlösliches (dunkelbraunes) Zinn(II)-sulfid kann als qualitativer Nachweis für Sn2+-Ionen genutzt werden (Fällungsreaktion). Aus Sn2+-haltigen Lösungen kann hierbei mit Schwefelwasserstoff oder löslichen Sulfidsalzen Zinn(II)-sulfid ausgefällt werden.
{\displaystyle \mathrm {Sn^{2+}+\ S^{2-}\longrightarrow \ SnS\downarrow } }
Des Weiteren findet es als Zusatz in der Pulvermetallurgie Verwendung. Es ist ein binärer Halbleiter mit einer Bandlücke von 1,3 eV bis 1,4 eV und wird in der Halbleitertechnik eingesetzt.